# Đại dịch COVID-19 tại Malta
Bài viết này ghi lại các tác động của đại dịch COVID-19 ở Malta, và có thể không bao gồm tất cả các phản ứng và biện pháp chính hiện đại.

## Dòng thời gian
Bản mẫu:Dữ liệu đại dịch COVID-19/Biểu đồ số ca nhiễm tại Malta
Ngày 7 tháng 3, Malta xác nhận ba ca nhiễm COVID-19 đầu tiên tại nước này, đó là ba trường hợp trong một gia đình du lịch trở về từ Roma và Trentino, Ý.
Tính đến hết ngày 13 tháng 4 năm 2024, Malta ghi nhận 121,420 trường hợp mắc COVID-19 và 885 trường hợp tử vong.